# Bitwa w cieśninie Fehmarn
Bitwa w cieśninie Fehmarn – bitwa morska podczas wojny duńsko-szwedzkiej 1643–1645 stoczona 13 października 1644 niedaleko wyspy Fehmarn, zakończona klęską eskadry duńskiej.
Wojna duńsko-szwedzka (1643–1645) była częścią ogólnoeuropejskich zmagań wojny trzydziestoletniej; w jej trakcie dochodziło do kilku starć na morzu. W lipcu, w bitwie w Zatoce Kilońskiej, flota szwedzka szczęśliwie uniknęła zagłady i schroniła się w portach. Duńczycy osiągnęli panowanie na morzu, ale po dwóch miesiącach, gdy nie napotkali przeciwnika, pozostawili do strzeżenia dostępu do wysp duńskich jedynie 17 okrętów pod dowództwem admirała Prosa Munda.
Przeciw nim wyruszyła dowodzona przez admirała (niedawnego generała majora) Wrangla flota szwedzko-holenderska licząca 42 jednostki, która 11 października rozpoczęła pozorowanie desantu na wyspie Lolland. Adm. Mund pojawił się ze swoją eskadrą i ufając dobremu wyszkoleniu swych załóg, podjął akcję mimo przeważających sił przeciwnika. Planował uderzyć ogniem artyleryjskim na skrzydło wroga, nie wdając się w walkę abordażową. Po sześciu godzinach zaciętej walki, tylko trzy duńskie galeony zdołały ujść. Dziewięć zostało zdobytych w walce wręcz, trzy – zatopione ogniem działowym, a dwa rozbiły się o brzeg Lollandu. Admirał Mund zginął na pokładzie swego okrętu flagowego „Patienta”, a jego zastępca, dowodzący z pokładu „Stormana” wadm. Corfitz Ulfeldt, stracił nogę i zmarł trzy dni po bitwie. Duńczycy stracili ponadto około tysiąca jeńców.
Bitwa w cieśninie Fehmarn była jedną z najkrwawszych bitew na Bałtyku w XVII w. Odznaczył się w niej dowodzący okrętem „Regina” późniejszy wielki admirał francuski Abraham Duquesne, który jak wielu francuskich hugenotów służył w marynarce szwedzkiej.

## Przypisy

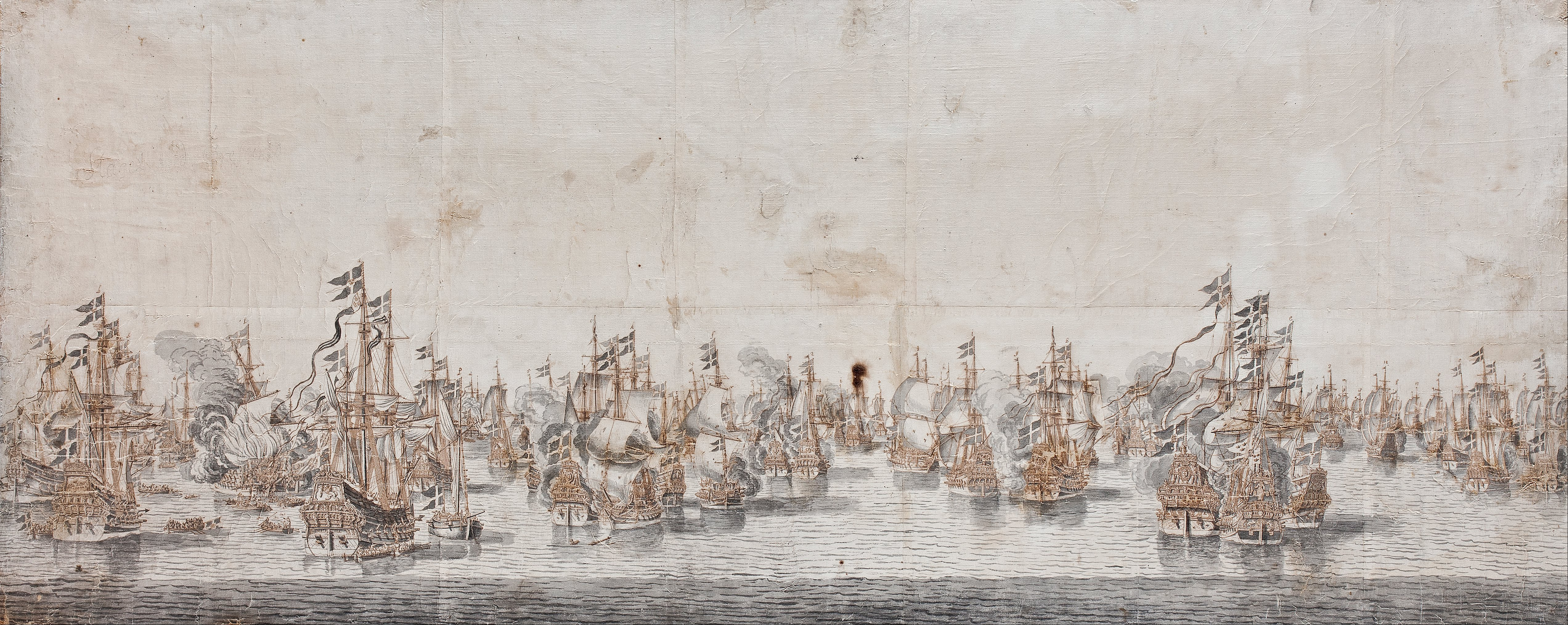
Panorama bitwy na obrazie Willema van der Velde